# Лауреаты Государственной премии Российской Федерации за 2022 год
Лауреаты Государственной премии Российской Федерации за 2022 год были названы указами президента Российской Федерации и объявлены 9 июня 2023 года.

## Лауреаты в области науки
за научное обоснование и внедрение в клиническую практику концепции минимально инвазивного хирургического лечения онкологических заболеваний органов брюшной полости и забрюшинного пространства:
- Пушкарь, Дмитрий Юрьевич, академик Российской академии наук, заведующий кафедрой урологии федерального государственного бюджетного образовательного учреждения высшего образования «Московский государственный медикостоматологический университет имени А. И. Евдокимова» Министерства здравоохранения Российской Федерации
- Хатьков, Игорь Евгеньевич, академик Российской академии наук, директор государственного бюджетного учреждения здравоохранения города Москвы «Московский клинический научно-практический центр имени А. С. Логинова Департамента здравоохранения города Москвы»
- Шабунин, Алексей Васильевич, академик Российской академии наук, главный врач государственного бюджетного учреждения здравоохранения города Москвы Городская клиническая больница имени С. П. Боткина Департамента здравоохранения города Москвы

за цикл фундаментальных и прикладных научных работ, внёсших выдающийся вклад в развитие отечественных исследований реакторных антинейтрино и создавших научно-техническую базу для их практического применения в атомной отрасли:
- Скорохватов, Михаил Дмитриевич, доктор физико-математических наук, руководитель отделения физики нейтрино федерального государственного бюджетного учреждения «Национальный исследовательский центр «Курчатовский институт»
- Копейкин, Владимир Иванович, доктор физико-математических наук, ведущий научный сотрудник того же учреждения

за цикл фундаментальных и прикладных работ по разработке и внедрению в практику перинатологии, онкологии и репродуктивной медицины персонифицированных методов диагностики, профилактики и терапии: 
- Сухих, Геннадий Тихонович, академик Российской академии наук, исполняющий обязанности директора федерального государственного бюджетного учреждения «Национальный медицинский исследовательский центр акушерства, гинекологии и перинатологии имени академика В. И. Кулакова» Министерства здравоохранения Российской Федерации,
- Ашрафян, Левон Андреевич, академик Российской академии наук, директор института онкогинекологии и маммологии того же учреждения
- Трофимов, Дмитрий Юрьевич, член-корреспондент Российской академии наук, директор института репродуктивной генетики того же учреждения

## Лауреаты в области литературы и искусства
за многолетнюю фундаментальную работу по восстановлению картины Ильи Репина «Иван Грозный и сын его Иван 16 ноября 1581 года»:
- Голубейко, Андрей Иванович, реставратор
- Орловская, Александра Геннадьевна, реставратор

за вклад в сохранение и развитие традиций народного искусства:
- Пермякова, Александра Андреевна, художественный руководитель федерального государственного бюджетного учреждения культуры «Государственный академический русский народный хор имени М. Е. Пятницкого»

за создание художественного фильма «Вызов»:
- Эрнст, Константин Львович, соавтор идеи, продюсер
- Шипенко, Клим Алексеевич, режиссёр, оператор
- Пересильд, Юлия Сергеевна, исполнительница главной роли

## Лауреаты в сфере гуманитарной деятельности
- Шахназаров, Карен Георгиевич, генеральный директор федерального государственного унитарного предприятия «Киноконцерн «Мосфильм»

## Лауреаты в сфере благотворительной деятельности
в области правозащитной деятельности
- Демичева, Ольга Юрьевна, президент Международной благотворительной общественной организации «Справедливая помощь Доктора Лизы»

в области благотворительной деятельности
- Зимова, Юлия Константиновна, заместитель председателя комиссии Общественной палаты Российской Федерации по демографии, защите семьи, детей и традиционных семейных ценностей

## Награждение
Награждение прошло 12 июня 2023 года в день России.

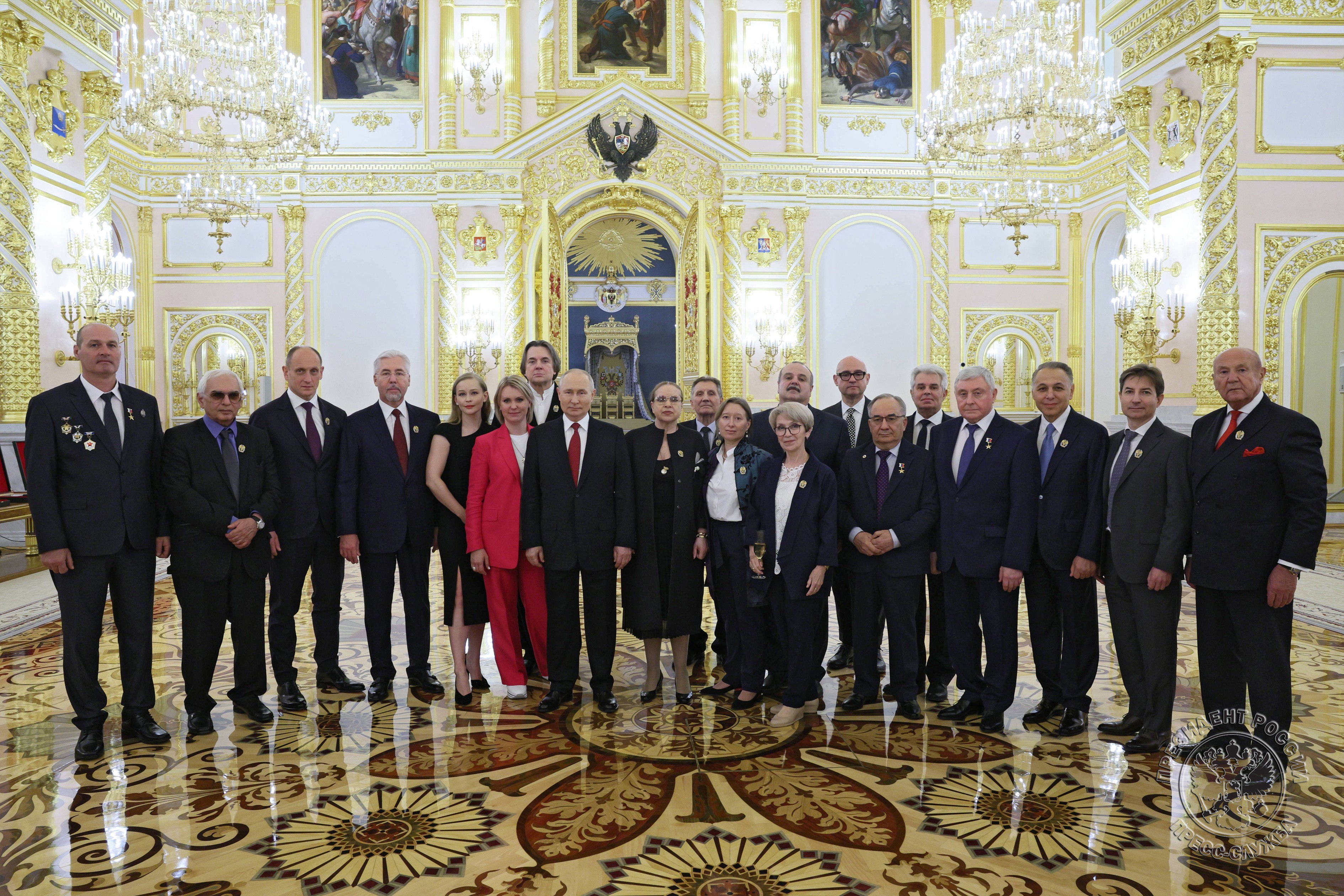
Церемония награждения